# La Fine Équipe (groupe de musique)
Pour les articles homonymes, voir La Fine Équipe.
La Fine Équipe est un quatuor de beatmakers, compositeurs, platinistes et musiciens français de musique électronique, regroupant oOgo (Ugo De Angelis), Chomsky (Vincent Leibovitz), Mr. Gib (Mathieu Gibert) et Blanka (Pascal Luvisi).

## Biographie
Les trois membres fondateurs, (oOgo, Gib et Blanka) sont originaires de Marseille où ils faisaient du mix ensemble. À leur arrivée à Paris, ils rencontrent Chomsky et fondent le groupe,. Le groupe s’est formé au fil d'émissions de radio qu'ils animent ensemble telles que Fine Cuts sur Radio campus Paris. Fortement inspirés par le hip hop américain,, et la culture du sample,,, les membres revendiquent,  des influences comme Madlib ou J Dilla.
Sur La Boulangerie, leur premier album sorti en 2008, ils font appel à sept beatmakers (Mr Hone, Santo, DR, Onra, Quetzal, Creestal, Mister Modo)  pour contribuer au projet. Au même moment, oOgo et Chomsky, deux des quatre membres du groupe, fondent le label Nowadays Records, (Fakear, Douchka, Clément Bazin, Awir Leon, Leska, Unno) afin que La Fine Équipe puisse s’auto-produire en indépendant.
Le quatuor revient en 2010 avec l’album Fantastic Planet. Un an plus tard le groupe rassemble à nouveau dix beatmakers (Dal-Green, Mr.Hone, Saneyes, Mister Modo, Ugly Mac Beer, Madwreck, Powell, Buddy Sativa, Chief et Guts) pour réaliser La Boulangerie 2. Le groupe sort par la suite les EPs Love For Eva en 2013 et Gremlins en 2014.
En décembre 2014, La Fine Équipe sort La Boulangerie 3. Au contraire des précédents, l'album est réalisé avec le matériel utilisé sur scène. Sur cet album ils font à nouveau appel à des artistes ayant déjà participé aux projets précédents (Mr Hone, Chief, Mr Modo, Ugly Mac Beer, Creestal) et d'autres beatmakers (Superpoze, Everydayz, Midori)[réf. souhaitée]. Le single Cheese Naan est une collaboration avec Fakear. Après un décollage réussi aux Transmusicales de Rennes, le groupe gagne en notoriété en France et hors de l’hexagone. 
Suivis par différents médias (Radio Nova,, Le Mouv’), institutions musicales (lauréats du prix Deezer Adami,, du tremplin des Inouïs du Printemps de Bourges,), le groupe retrouve la scène à l'automne 2014 avant de partir pour une tournée des festivals à l'été 2015 dont un passage au festival des Vieilles Charrues ou encore des invitations sur des plateformes telles que Boiler Room.
Après trois ans de tournée, dont des tournées étrangères au Vietnam, en Inde, ou encore au Canada,, La Fine Équipe sort son nouvel album 5th season en 2019, puis un EP Cycles en 2021.

## Discographie

### Albums
- La Boulangerie (2008)
- Fantastic Planet (2010)
- La Boulangerie 2 (2011)
- La Boulangerie 3 (2014)
- 5th season (2019)
- Cycles (2021)

### EPs
- Gremlins (2014)
- Lov For Eva (2013)